# Byhøj
Byhøj is de Deense benaming voor een kunstmatige heuvel, vergelijkbaar met een tell in het Midden-Oosten.
Een byhøj is rechthoekig of trapeziumvormig verhoging, welke oude funderingen markeren. De byhøj zijn gebouwd in de ijzertijd (150 v.Chr.–400 n.Chr.).
In Denemarken komen ze voor in Thy. Er zijn byhøj ontdekt bij Ginnerup, Hurup, Lødderup, Mariesminde, Nørhå en bij de Vestervig Kirke. In Vestervig is een uitgebreide byhøj met 24 huizen hersteld.